# Asianopis longipalpula
Espèce
Synonymes
- Dinopis longipalpulus Strand, 1913
- Deinopis longipalpula Strand, 1913

Asianopis longipalpula est une espèce d'araignées aranéomorphes de la famille des Deinopidae.

## Distribution
Cette espèce est endémique du Sud-Kivu au Congo-Kinshasa,. Elle se rencontre sur Kwidschwi.

## Description
Le mâle holotype mesure 13 mm.

## Systématique et taxinomie
Cette espèce a été décrite sous le protonyme Deinopis longipalpula par Strand en 1913. Elle est placée dans le genre Asianopis par Chamberland, Agnarsson, Quayle, Ruddy, Starrett et Bond en 2022.

## Publication originale
- Strand, 1913 : « Arachnida. I. » Wissenschaftliche Ergebnisse der Deutschen Zentral Afrika Expedition 1907-1908, unter Führung Adolf Friedrichs, Herzogs zu Mecklenberg, Leipzig, vol. 4, Zool. no 2, p. 325-474.